# Křimov
Křimov (německy Krima) je obec v Ústeckém kraji v okrese Chomutov. Žije v ní 427 obyvatel, samotný Křimov má však pouze kolem jednoho sta lidí. Vesnice stojí na náhorní planině Krušných hor v nadmořské výšce 725 metrů. Vznikla ve třináctém století, kdy ji získal řád německých rytířů a připojil ji k chomutovskému panství, u kterého zůstala až do zrušení poddanství. Potom se stala samostatnou obcí. Obyvatelé se živili především zemědělstvím, zejména chovem dobytka a v devatenáctém století také pěstováním a zpracováním lnu.
Ke Křimovu patří dalších osm obecních částí: Celná, Domina, Krásná Lípa, Menhartice, Nebovazy, Stráž, Strážky a Suchdol.

## Název
Název vesnice je odvozen z osobního jména Křima ve významu Křimův dvůr. V historických pramenech se jméno vyskytuje ve tvarech: Krimove (1281), Crymau (1352), Crimaw (1361), Crymow (1363), Kreymaw (1412), Crimow (1434), Krzimow (1571), Kryma (1595) nebo Krima (1787).

## Historie

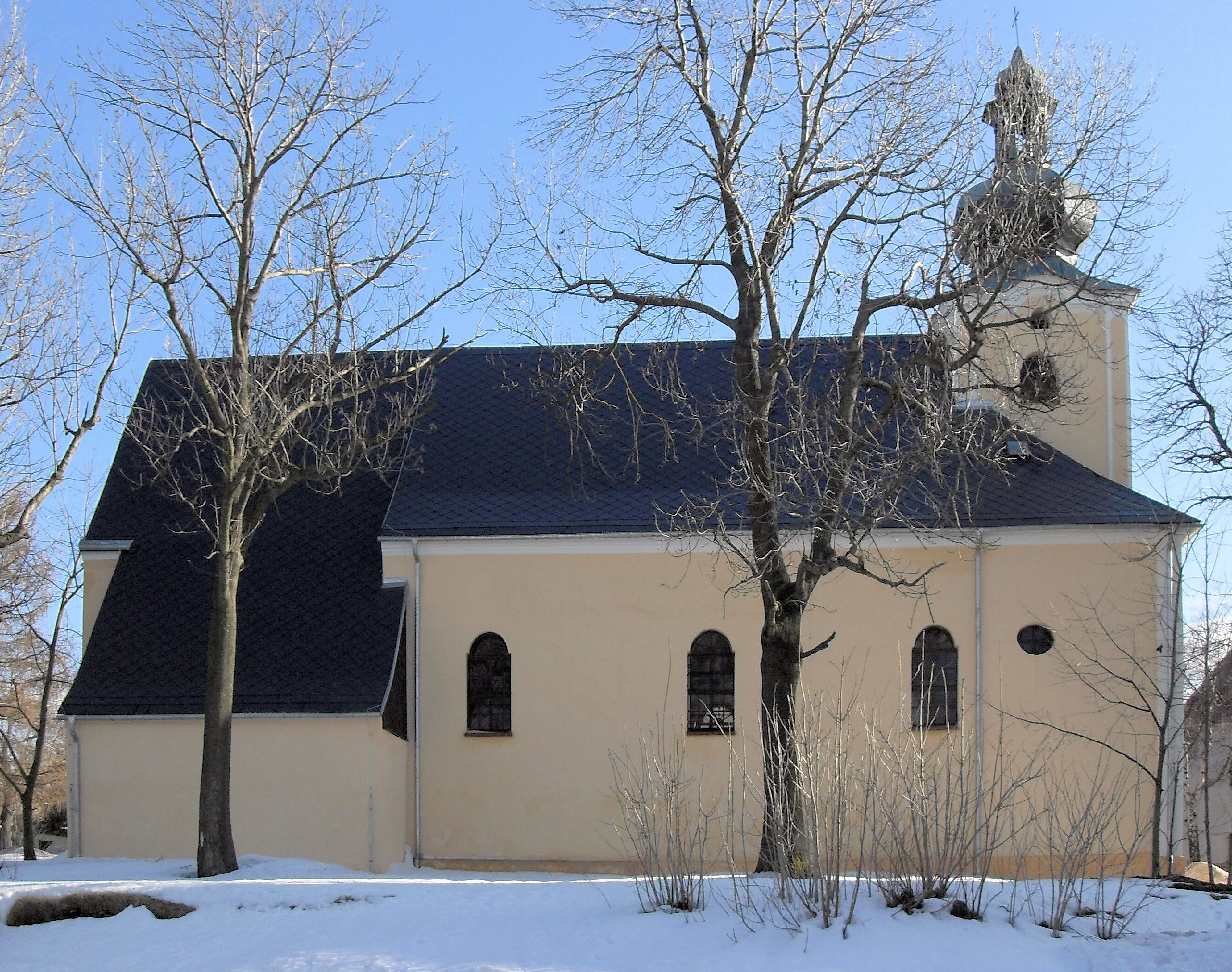
Kostel svaté Anny

Křimov patří mezi nejstarší sídla v Chomutovské části Krušných hor. Archeologické doklady svědčí o vzniku vesnice na přelomu dvanáctého a třináctého století. Vznikla na významné obchodní cestě zmiňované již v polovině dvanáctého století, která spojovala Chomutovsko se Saskem. Cesta měla několik větví, z nichž jedna vedla z Chomutova a druhá z Kadaně přes Vysokou. Z Křimova pokračovala přes Reitzenhain do Wolkensteinu.
První písemná zmínka o vesnici pochází z roku 1281. Nachází se v listině, ve které Chotěbor z Račic se svou manželkou odkázal řádu německých rytířů z chomutovské komendy vesnice v tzv. Křimovském újezdu. Kromě Křimova to byly Stráž, Strážky, Nebovazy, Suchdol, Menhartice, Lideň, Vysoká a dříve zaniklé Hoděvice. Ve čtrnáctém století se část vesnice dostala neznámým způsobem do majetku pánů z Alamsdorfu, kteří sídlili na hradě Najštejně, ale patřily jim také další vesnice v okolí a pravděpodobně také hrádek Hausberk. V roce 1363 nechali zřídit oltář svatého Erazima v březeneckém kostele a část vyhrazených peněz pocházela právě z jejich křimovského majetku. Vesnici spravovali rychtáři. K rychtě, která stála v těsném sousedství kostela, patřila kromě dalšího příslušenství také krčma.
V roce 1411 využil král Václav IV. oslabení řádu a zabavil mu většinu majetku. Křimov však zůstal součástí chomutovského panství, v jehož držení se zpočátku střídala řada zástavních majitelů. Posledním šlechtickým majitelem se stal Jiří Popel z Lobkovic, jehož majetek zabavil v roce 1594 císař Rudolf II. Chomutov se potom v roce 1605 vykoupil z poddanství a zároveň si koupil jedenáct vesnic, mezi které patřil i Křimov. Tehdy v něm žilo 23 poddaných, kteří se museli podílet na platu rektora chomutovské jezuitské koleje.

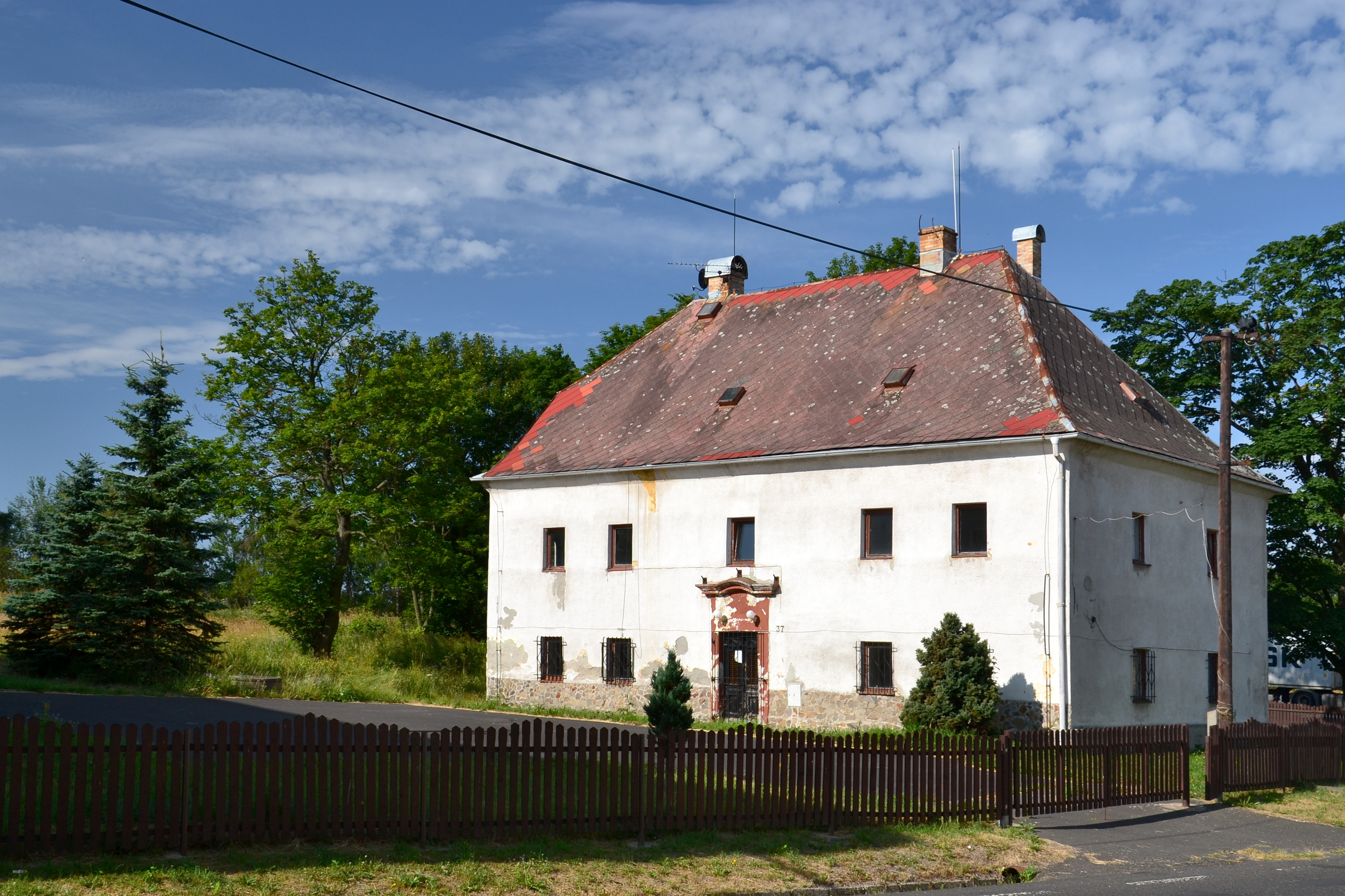
Budova bývalé fary

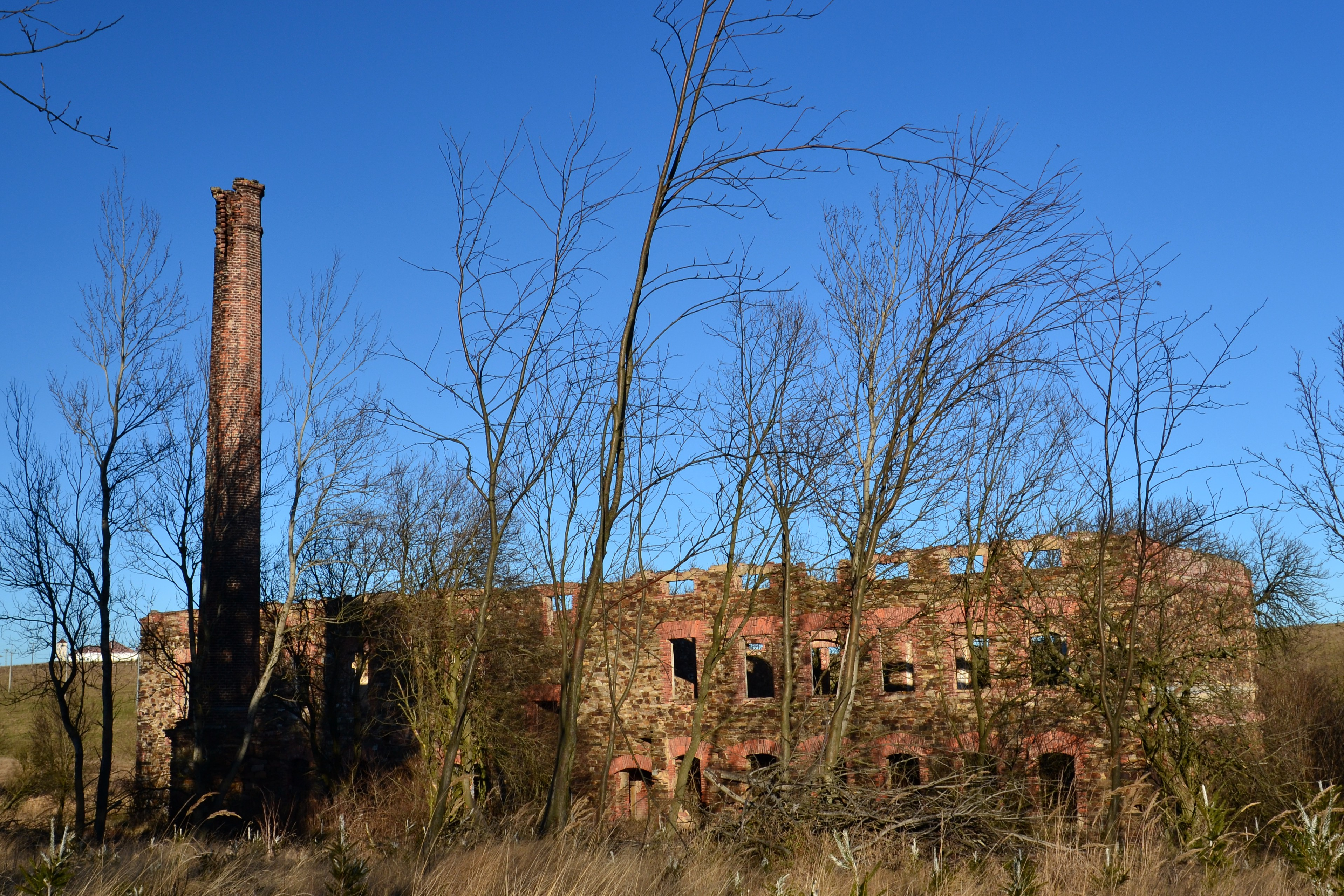
Zřícenina továrny na zpracování lnu

Během třicetileté války Křimov trpěl opakovanými průchody vojsk. Podle berní ruly z roku 1654 zde po jejím skončení žilo devět sedláků, šest chalupníků a šest řemeslníků (tkalců a nádeníků). Pěstovali žito a dohromady měli 29 potahů, přes 200 krav a další dobytek. Jeden ze sedláků provozoval krčmu. Významným zdrojem příjmů bylo formanství. O sto let později, v roce 1748, stál ve vesnici mlýn o dvou kolech, pracoval zde kovář, krejčí, tkalec, několik nádeníků a jeden forman. Z rychty se vyvinul svobodný statek a vesnici spravovali úředníci z městského statku v Krásné Lípě. Nadále však vesnici způsobovala škody vojska, která tudy procházela například v letech 1778 nebo 1813, kdy zde vznikl vojenský a vězeňský tábor pro 900 Francouzů.
Kromě zemědělství a formanství si lidé vydělávali také obchodem s dřevem a domácí výrobou pozamentů a později také zpracováním lnu, jehož pěstování se rozšířilo na konci devatenáctého století. Roku 1894 vzniklo společenstvo pro pěstování lnu a jihozápadně od vesnice byla postavena továrna na jeho zpracování.
Na konci druhé světové války vesnicí v dubnu roku 1945 procházel pochod smrti z Reitzenhainu do Chomutova. Jeho oběti byly pochovány v celkem dvanácti společných hrobech, z nichž dva s celkem 31 mrtvými byly v Křimově.
Po druhé světové válce došlo k vysídlení původních obyvatel a populace obce prudce poklesla.
Po roce 1989 byl postaven vodovod a kanalizace. Část obyvatel pracuje v zemědělství, ale většina lidí dojíždí za prací do Chomutova nebo jsou nezaměstnaní. Před výstavbou silničního obchvatu zde bylo několik tržišť a rozvíjela se prostituce.

## Přírodní poměry
Vesnice leží 8,5 km severozápadně od Chomutova ve stejnojmenném katastrálním území o rozloze 5,91 km². Celková výměra obce, ke které patří dalších sedm katastrálních území však dosahuje 30,33 km². Sousedními obcemi jsou Kalek na severu, Blatno na východě, Chomutov na jihu, Málkov na jihozápadě a Výsluní a Hora Svatého Šebestiána na západě a severozápadě. V katastrálním území Křimov leží také Celná.
Více než polovinu rozlohy území obce v roce 2015 pokrývaly lesy (1 676 hektarů) a přibližně jednu třetinu tvořila zemědělská půda, ve které výrazně převládaly trvalé travní porosty (804 hektarů) doplněné 269 hektary orné půdy a šesti hektary zahrad. Na vodní plochy připadalo 27 hektarů. Zastavěné území a ostatní plochy zaujímaly celkem 251 hektarů. Koeficient ekologické stability byl 4,83, což území řadí mezi přírodě blízké oblasti s převahou ekologicky stabilních struktur a nízkým využitím krajiny člověkem.
Geologické podloží katastrálního území Křimov tvoří prekambrické dvojslídné a biotitické ruly. Celá oblast leží v geomorfologickém celku Krušné hory, podcelku Loučenská hornatina a okrsku Přísečnická hornatina, pro který jsou charakteristické zbytky zarovnaných povrchů na vyzdvižené kře. Zarovnaný povrch s nadmořskými výškami okolo 720–740 metrů na severu prudce spadá do hlubokého údolí Křimovského potoka a na jihu ho narušuje méně výrazná sníženina údolí Hutné, která západně od vesnice pramení. Samotná vesnice stojí v nadmořské výšce 710–725 metrů. Z půd převažují podzoly, ale v oblasti mezi Křimovem a křimovským nádražím a jižně od Celné se vyskytuje také kambizem. Největším vodním tokem je Prunéřovský potok, který protéká podél západní hranice. Do severovýchodního cípu území zasahuje malá část vodní nádrže Křimov. Krajina severně od silnice z Dominy do Hory Svatého Šebestiána se nachází na území přírodního parku Bezručovo údolí a údolní svahy u Celné patří do přírodního parku Údolí Prunéřovského potoka.

## Obyvatelstvo
Při sčítání lidu v roce 1921 zde žilo 397 obyvatel (z toho 192 mužů) německé národnosti, kteří byli kromě jednoho evangelíka členy římskokatolické církve. Podle sčítání lidu z roku 1930 měla vesnice 407 obyvatel: 43 Čechoslováků a 364 Němců. Jeden byl evangelík, patnáct bylo bez vyznání, pět se hlásilo k československé a ostatní k římskokatolické církvi.
|                                                                              | 1869 | 1880 | 1890 | 1900 | 1910 | 1921 | 1930 | 1950 | 1961 | 1970 | 1980 | 1991 | 2001 | 2011 | 2021 |
| ---------------------------------------------------------------------------- | ---- | ---- | ---- | ---- | ---- | ---- | ---- | ---- | ---- | ---- | ---- | ---- | ---- | ---- | ---- |
| Obyvatelé                                                                    | 391  | 451  | 452  | 410  | 427  | 397  | 407  | 156  | 173  | 150  | 115  | 63   | 49   | 114  | 149  |
| Domy                                                                         | 50   | 63   | 65   | 66   | 63   | 63   | 63   | 61   | 45   | 32   | 25   | 41   | 23   | 37   | 44   |
| Data z roku 1961 zahrnují i domy z místních částí Nebovazy, Stráž a Suchdol. |      |      |      |      |      |      |      |      |      |      |      |      |      |      |      |

## Obecní správa

### Správní území a místní části
Křimov leží v Ústeckém kraji v okrese Chomutov a patří k ORP Chomutov. Kromě samotného Křimova k obci patří dalších osm sídel: Celná, Domina, Krásná Lípa, Menhartice, Nebovazy, Stráž, Strážky a Suchdol. Z nich Menhartice, Nebovazy a Stráž jsou zaniklé vesnice.

### Zastupitelstvo a starosta
V místních volbách se volí sedm členů obecního zastupitelstva. Ve volbách do obecního zastupitelstva na funkční období 2014–2018 byla volební účast v obci 62,23 %. Pět zvolených zastupitelů bylo bez politické příslušnosti a po jednom byli členy ČSSD a KDU-ČSL. Starostou se stal Milan Váňa.

## Doprava

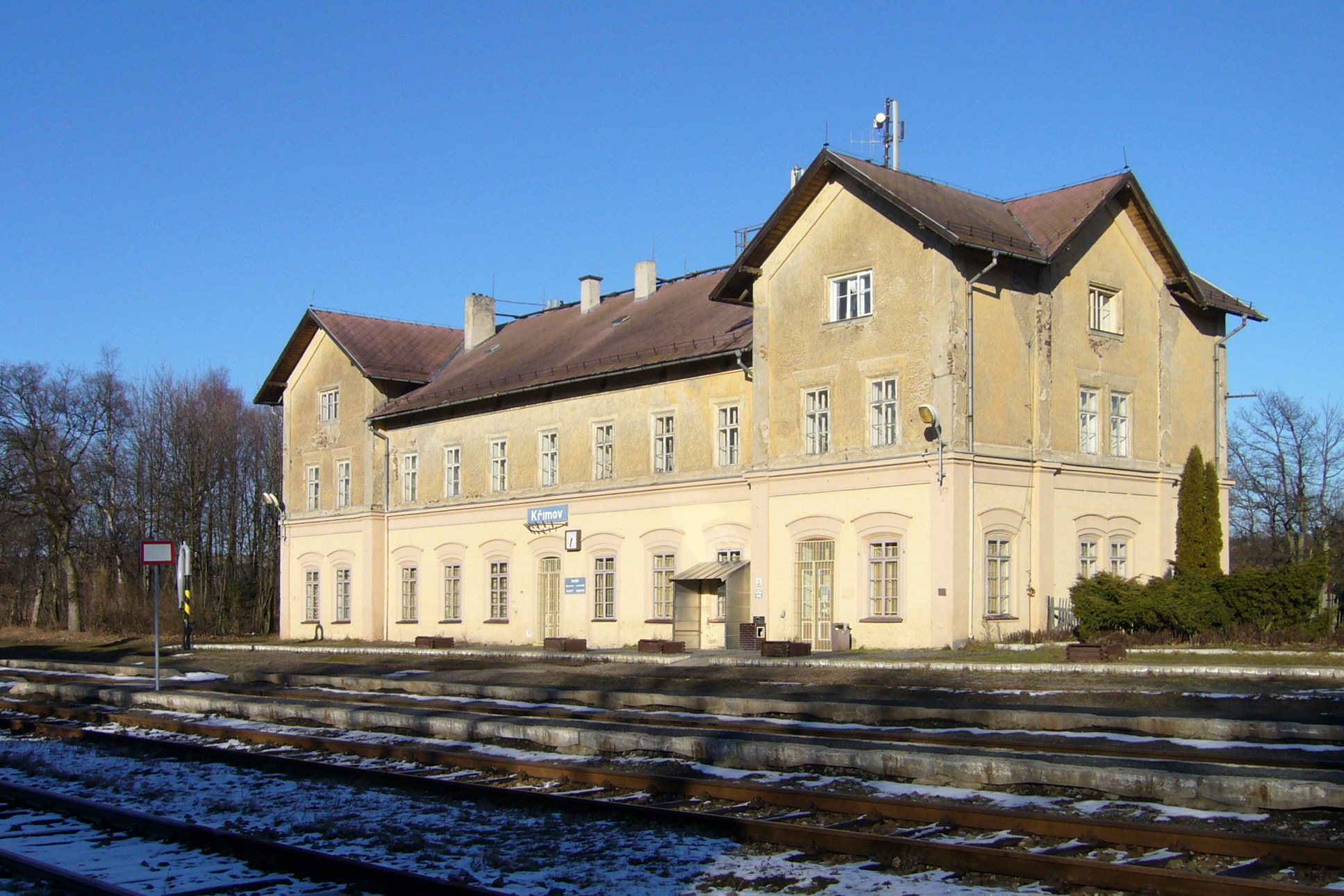
Nádražní budova železniční stanice Křimov

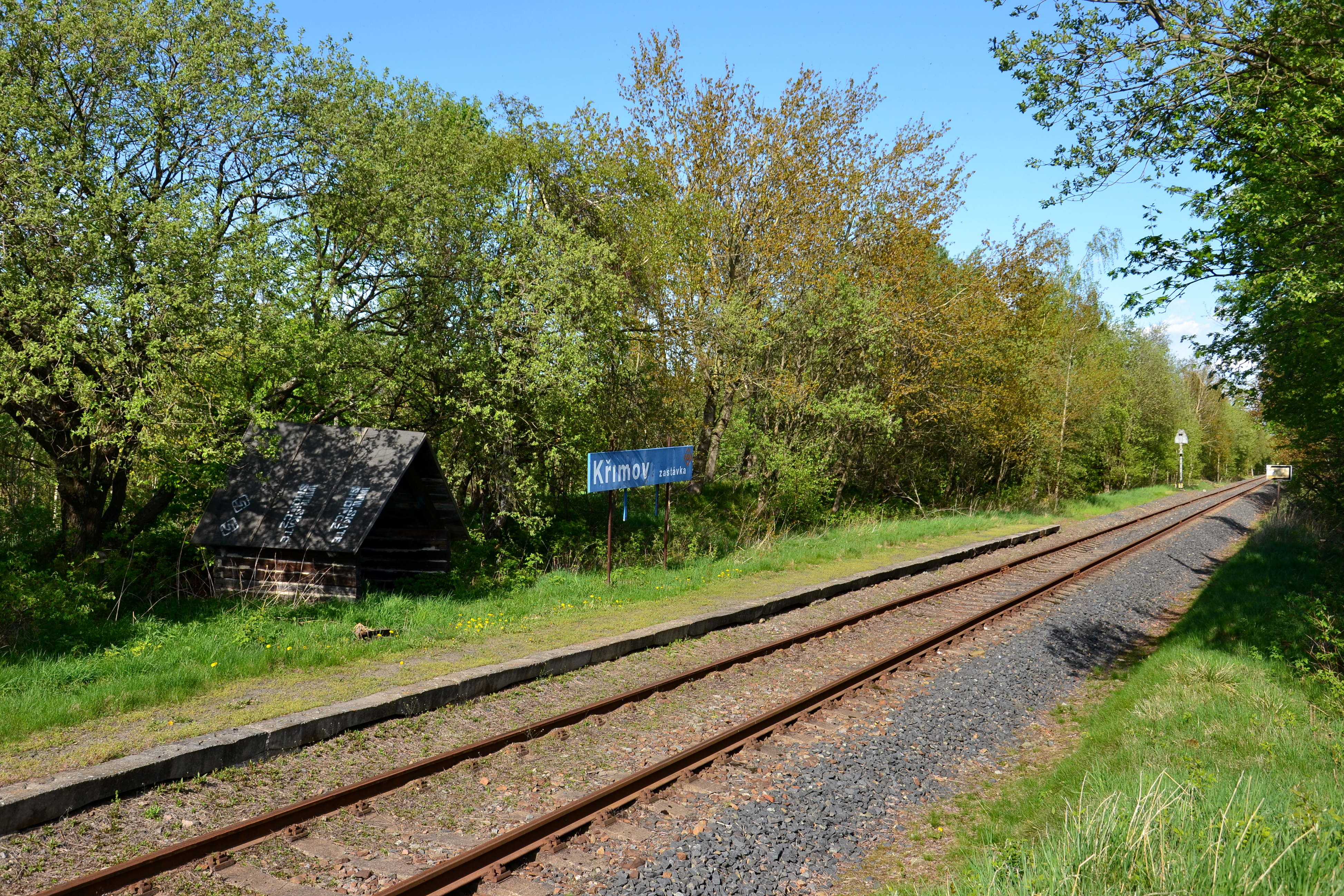
Křimov – zastávka

Přímo Křimovem vede silnice III/25114, která byla až do výstavby obchvatu hlavním silničním tahem k hraničnímu přechodu u Hory Svatého Šebestiána. Obchvat silnice I/7 vesnici míjí z jihu. Podél severního okraje vesnice ve železniční trať Chomutov–Vejprty otevřená v roce 1872. V katastrálním území Křimova se na ní nachází dvě zastávky, ale v jízdním řádu 2015/2016 je obsluhovaly pouze dva páry vlaků o víkendech v období od května do září. Zastávka Křimov-zastávka stojí asi 500 metrů západně od vesnice a nádraží Křimov stojí téměř dva kilometry daleko. Obě stanice spojuje krátká zeleně značená turistická trasa. Přímo ve vesnici je také zastávka linkové autobusové dopravy. Podél železniční trati vede u vesnice žlutě značená turistická trasa, která vytváří okruh mezi Křimovem, vodní nádrží Křimov a Bezručovým údolím. U zastávky Křimov – zastávka začíná cyklotrasa č. 3008 k bývalému Třetímu Mlýnu v Bezručově údolí.

## Společnost

### Školství
Ve vesnici funguje obecní knihovna, ale není v ní žádné školské zařízení. Škola však v Křimově vznikla nejpozději v roce 1592, kdy sem oficiálně dosazovali učitele chomutovští jezuité. Podle pramenů však první katolický učitel začal působit až v roce 1636 a do té doby byli učitelé protestanti. V roce 1796 byla postavena školní budova na místě pozdějšího domu čp. 38 a v roce 1860 ji nahradila nová budova pro dvě třídy. Křimovskou školu navštěvovaly také děti ze Stráže, Suchdola a Nebovaz.

### Spolky
V areálu výtopny v železniční stanici Křimov od roku 1994 působí spolek Loko-Motiv Chomutov. Členové spolku opravili budovu výtopny, postupně rekonstruují železniční vozy a pořádají jízdy historických vlaků. Hlavním vozidlem spolku je motorový vůz M 131.1, dále mu patří dvě posunovací lokomotivy řady T 211.0, lokomotiva T 334.0, motorový vůz M 120.4 a parní lokomotiva 414.4 z roku 1896.

## Pamětihodnosti

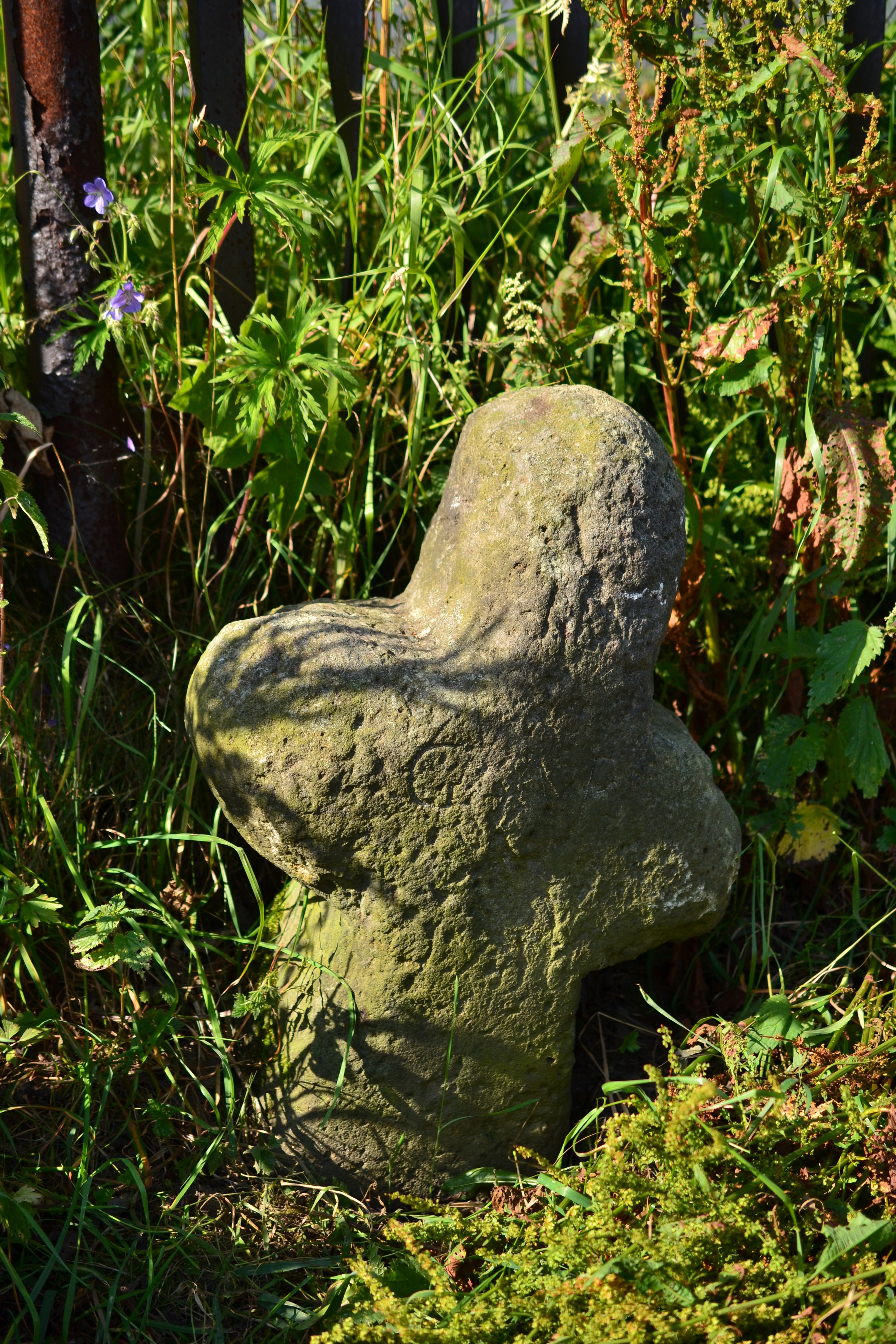
Smírčí kříž u domu čp. 47

Nejvýznamnější památkou v Křimově je původně gotický kostel svaté Anny ze čtrnáctého století. Jižně od něj stojí jednopatrová barokní budova fary z poslední třetiny osmnáctého století. K památkově chráněným objektům patří ještě smírčí kříž na kraji silnice u domu čp. 47.
K technickým zajímavostem patří zrušená železniční trať z Křimova do Reitzenhainu, která od roku 1874 odbočovala z křimovského nádraží a jejíž těleso je v terénu z větší části zachováno.

## Osobnosti
Roku 1897 se v Křimově narodil fyziolog a vysokoškolský učitel Gustav Schubert.